# توازن (فیلم)
توازن (به انگلیسی: Equilibrium) یک فیلم علمی-تخیلی و پادآرمان‌شهری محصول ۲۰۰۲ آمریکا است. فیلم‌نامهٔ آن توسط کرت ویمر نوشته و توسط خود وی کارگردانی شده‌است. در این فیلم کریستین بیل به ایفای نقش پرداخته است.
این فیلم در جمعه ۲۷ آبان ۱۳۸۴، توسط شبکه سه صدا و سیمای ایران برای اولین بار با دوبله فارسی تحت عنوان «توازن» پخش شد.
«توازن» داستان زندگی مردم پس از جنگ جهانی سوم است؛ ظلم و فساد و تباهی جهان را فرا گرفته. رهبری با اتکا به نیروی نظامی به تصرف کل جهان می‌پردازد و برای جلوگیری از جنگ جهانی چهارم که موجب نابودی نسل بشر می‌گردد، با مجبور کردن مردم به مصرف انواع مختلف دارو، احساسات را در مردم سرکوب می‌کند. چرا که او معتقد است روح ستیزه‌خوی بشر ریشه در احساسات او دارد. این دارو برای از بین بردن و خنثی نمودن احساسات منفی در انسان استفاده می‌شود ولی باعث می‌شود که احساسات خوب هم از بین بروند. کسانی که از این دارو استفاده نکنند به عنوان مجرم، محکوم به اعدام با سوزاندن هستند. در حقیقت بروز احساسات در این فیلم یعنی مصرف نکردن دارو و داشتن احساسات است که سرنوشتی جز اعدام ندارد. در سرتاسر محیط این فیلم رهبر به مردم دربارهٔ نفرت و جنگ و اثرات داشتن احساس می‌گوید.

## داستان

تکنیک گان کاتا (Gunkata)

در دنیای آینده، حکومتی بسیار خشن و مستبد وجود دارد که سیاست آن از بین بردن شورشها، جنگها و اعتراضات با استفاده از فرونشاندن احساسات و محو هیجانات است: کتابها، هنر و موسیقی بطور اکید ممنوع شده‌اند و داشتن احساس جرمی است که مجازات مرگ دارد. جان پرستون یکی از بهترین مأموران حکومت است که مسئول از بین بردن هر کسی است که از این قوانین سرپیچی کرده‌است. اما زمانیکه او مقداری از داروی پروزیوم را از دست می‌دهد ( یک داروی هوشیار کننده ذهن که احساسات را کاهش می‌دهد ) ناگهان به تنها فردی تبدیل می‌شود که قادر است با این حکومت مبارزه کرده و آن را از بین ببرد.